# 84 av. J.-C.
Cette page concerne l'année 84 av. J.-C. du calendrier julien proleptique.

## Événements
- 19 novembre 85 av. J.-C. (1er janvier 670 du calendrier romain) : début à Rome du consulat de Lucius Cornelius Cinna IV et Cnaeus Papirius Carbo (pour la seconde fois)[1]. 
  - Sénatus-consulte instaurant une nouvelle répartition définitive de l’électorat italien entre les trente-cinq tribus[2]. Rome ne fait rien pour résoudre la question du vote, qui implique la présence physique à Rome, et ne peut être envisagée pour les Italiens que comme exceptionnelle.

- Printemps, Ancône : Cinna est assassiné par ses soldats alors qu’il voulait conduire la flotte contre Sylla[3].

- Début du règne d'Arétas III, roi de Nabatène (fin vers 62 av. J.-C.)[4]. Il inaugure une politique d’expansion en Syrie et fait frapper une monnaie imitant celle des Séleucides.
- Campagne d’Antiochos XII contre les Nabatéens. Alexandre Jannée de Judée essaie vainement de s’opposer au passage des armées Séleucides dans la plaine en construisant une ligne de défense entre Kephar-Saba et Joppé. Antiochos XII est vaincu et tué au sud de la mer Morte et Arétas III Philhellène prend le pouvoir à Damas[5]. Le roi nabatéen marche bientôt contre la Judée et bat Jannée près d’Adida[6].
- Le bouddhisme atteint les oasis du Tarim en Asie centrale par le royaume de Khotan[7].

## Naissances
- Suréna, général parthe.

## Décès
- Antiochos XII, roi séleucide.
- Lucius Cornelius Cinna, homme politique romain.